# Südliche Alitschurkette

Südliche Alitschurkette im Süden des Pamir

Die Südliche Alitschurkette (russisch Южно-Аличурский хребет) ist ein Gebirgszug im äußersten Süden des Pamirgebirges in Tadschikistan.
Der Gebirgszug erstreckt sich nördlich des Flusstals des Pamir sowie dem Zorkulsee im Süden der autonomen Provinz Berg-Badachschan. Der Istyk begrenzt den Gebirgszug im Osten. Der Gunt entspringt am Nordhang der Südlichen Alitschurkette und fließt nördlich des Gebirges in westlicher Richtung. Die Ost-West-Ausdehnung beträgt 150 km. Höchster Punkt ist der 5704 m hohe Pik Kysyldangi. Die Gletscherfläche umfasst 68 km².